# 움엘부아기
움엘부아기(아랍어: أم البواقي, 프랑스어: Oum El Bouaghi)는 알제리의 도시로 움엘부아기 주의 주도이며 높이는 902m, 인구는 59,962명(1998년 기준)이다.